# AB-Aktion

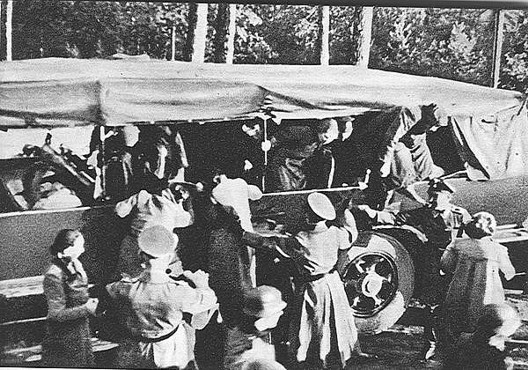
Traslado de presos polacos por miembros de la RSHA a Palmiry

La Außerordentliche Befriedungsaktion o AB Aktion (en español: Operación Extraordinaria de Pacificación) fue una campaña por parte de las autoridades germanas durante la Segunda Guerra Mundial con el fin de erradicar a la clase social e intelectual polaca a lo largo de la Polonia Ocupada.
La operación se llevó a cabo mediante desapariciones en masa y posteriores asesinatos en cada una de las localidades que iban cayendo bajo control alemán. Entre los meses de primavera y verano de 1940, más de 30.000 ciudadanos polacos fueron arrestados por las autoridades nazis en el territorio que pasaría a denominarse Gobierno General. Entre los apresados, alrededor de 7.000, fueron líderes de la comunidad, profesores y autoridades religiosas (acusados de actividades criminales). Posteriormente serían masacrados en varios puntos del bosque de Kampinos, Palmiry. El resto de presos fueron trasladados a campos de concentración.